# Eva Rejšková
Eva Rejšková (* 15. srpna 1930 Veselí nad Lužnicí) je česká tanečnice, choreografka a pedagožka, držitelka Ceny za rozvoj tradiční lidové kultury a folkloru.

## Životopis
Eva Rejšková se narodila 15. srpna 1930 ve Veselí nad Lužnicí. Vystudovala Pedagogickou fakultu Univerzity Karlovy a Filozofickou fakultu Univerzity Karlovy.
V roce 1949 začínala jako tanečnice Souboru písní a tanců profesora Josefa Vycpálka. V souboru působila až do roku 1992 a později se stala choreografkou a uměleckou vedoucí. Od roku 1953 rovněž začala působit jako odborná a vedoucí pracovnice pro lidový tanec v Ústředním domě lidové umělecké tvořivosti (ÚDLUT) a později v Ústavu pro kulturně-výchovnou činnost (ÚKVČ).
Rovněž spolupracovala jako choreografka a pedagožka s řadou folklorních souborů v celé České republice a pedagožka na Konzervatoři Jaroslava Ježka v Praze. Psala a publikovala odborné články a referáty a také spolupracovala s Českým rozhlasem.
V roce 2005 jí město Nymburk udělilo městské vyznamenání Nymburský lev III. třídy za dlouholetou činnost v oblasti lidové kultury a folkloru. V roce 2011 jí byla ministrem kultury udělena Cena za rozvoj tradiční lidové kultury a folkloru.

### Osobní život
Jejím manželem byl český tanečník, zpěvák a taneční pedagog Radomil Rejšek. Společně vedli stovky tanečních kursů, které sahali až do zahraničí, například do Japonska, USA, Kanady, nebo na Kubu. Radomil Rejšek zemřel 27. prosince 2012 ve věku 83 let.